# Natri tetrachloropaladat(II)
Natri tetracloropaladat(II) là một hợp chất vô cơ có công thức hóa học Na2PdCl4. Muối này, cùng với các muối kim loại kiềm tương tự có dạng M2PdCl4 có thể được điều chế đơn giản bằng phản ứng của palađi(II) chloride với dung dịch muối kiềm chloride tương ứng. Palađi(II) chloride khan không tan trong nước, trong khi đó lại có quá trình hòa tan sau:
PdCl2 + 2MCl → M2PdCl4
Hợp chất này kết tinh ra khỏi dung dịch dưới dạng trihydrat (Na2PdCl4·3H2O, bột màu nâu hơi đỏ với khối lượng phân tử 348,23464), dạng thường gặp trong thương mại..
Hợp chất này có phản ứng với amonia và photphin, tạo phức chất với palađi.
Một phương pháp điều chế phức photphin nữa là bẻ gãy các trùng hợp phối trí của palađi(II) chloride thành các phức đơn phân tử với acetonitril hay benzonitril, rồi phản ứng với photphin.